# Johan Adolf Brunzell
Johan Adolf Brunzell, född 24 december 1859 i Älgå socken, Värmlands län, död 3 februari 1923, var en svensk ingenjör.
Efter examen från Tekniska elementarskolan i Borås 1879 var Brunzell ingenjör vid AB Karlstads Mekaniska Verkstad 1880–1904 samt disponent vid AB Södra Dalarnes Gjuteri & Maskinverkstad i Hedemora från 1904.